# Casa de Los Dorado
La Casa de Los Dorado, también conocida como Casa de Arriba o Casa de Riaño, es un palacio situado en la parroquia de Riaño, en el municipio asturiano de Langreo (España), compuesto por palacio, torre medieval, llagar, cuadras, viviendas, panera y unos jardines incluidos en el Inventario Cultural del Principado.

## Historia
Sus fundadores fueron la Familia de los García de Riaño, pasando en el siglo XVIII a Los Dorado, uno de cuyos descendientes fue alcalde de Langreo durante la Restauración, Antonio María Dorado. Esta última era, junto a los Camposagrado, la que poseía la mayor parte de las tierras de esta parroquia, que mantuvo su carácter rural hasta que en la década de 1960 comenzó la construcción del polígono residencial de Riaño. Esta construcción es el único testigo material de dicha familia, perteneciente a la estirpe de los Buelga, muy vinculada con Langreo.
Esta casa palaciega se encuentra dentro de una finca y rodeada por un muro de piedra. La casona principal del siglo XVI fue destruida en un incendio, acondicionando entonces la Casa de Arriba, actual palacio también del XVI, que era la casa del heredero del mayorazgo. En el siglo XIX sufre numerosos cambios que no desvirtúan su estilo barroco y tradicional asturiano. Consta de una galería fruto de su última gran reforma, y con el escudo de los Riaño en su fachada. Existe otro escudo, colocado en el interior, con los entronques de los Riaño. En su interior se distribuyen 15 habitaciones, 3 cocinas y 5 baños. Además conserva varios libros y muebles con más de dos siglos de antigüedad.
Delante de la entrada principal hay un pequeño jardín catalogado en el Inventario Cultural de Asturias. También se encuentra en el jardín las viviendas de los caseros, un llagar para la fabricación de sidra (que conserva la maquinaria) y el antiguo pajar. En la parte posterior se encuentran los restos de una torre defensiva fechada en el siglo XI, uno de los restos arquitectónicos más antiguos de toda la Comarca del Nalón. Al otro lado del muro se encuentra la iglesia parroquial de San Martín, que fue utilizada ampliada por la familia y empleada como iglesia palatina.
En el año 2004 la Consejería de Cultura del Principado se encargó de su restauración, en parte debido a los daños ocasionados por la construcción de la Autovía Minera.